# Awaous flavus
Awaous flavus es una especie de peces de la familia de los Gobiidae en el orden de los Perciformes.

## Morfología
Los machos pueden llegar a alcanzar los 8,2 cm de longitud total.

## Distribución geográfica
Se encuentra desde el río Atrato (Colombia) hasta Belém (Brasil, cerca de la desembocadura del río Amazonas).

## Observaciones
Es inofensivo para los humanos.